# Nacionalismo católico
El nacionalismo católico es una doctrina y un movimiento político nacionalista y católico fundado en la filosofía tomista, la doctrina social de la Iglesia y el catolicismo social.[cita requerida]

## Doctrina
- En general, sus posiciones coinciden con las de la Iglesia católica. Y, en particular, con la visión social y política de los Papas León XIII, San Pío X, Pío XI, Pío XII y Juan XXIII.[3]
- Valora positivamente el legado grecolatino, el medievo y la hispanidad.
- Cree en el derecho natural.
- Sostiene que la vida humana se inicia durante la concepción, por lo cual rechaza el aborto.[4]
- Tiene una concepción tradicional de la familia,[5] por lo que se opone al divorcio[6] y a que se considere matrimonio a la unión de personas del mismo sexo.
- Defiende el derecho a la propiedad privada, en el marco de la doctrina social de la Iglesia.[7]
- Proclama enfáticamente los principios de primacía del bien común y de subsidiariedad del Estado.
- Aunque es accidentalista en matéria política, prefiere un gobierno "fuerte" a la anarquía.
- Critica el sistema democrático liberal en general[8] y la partitocracia en particular, considerándola como una corrupción en la gestión del bien común, generadora de tiranía, anarquía y caos social, así como un medio proclive a cualquier forma de degeneración social.
- Favorece la existencia de sociedades intermedias.
- Propicia un corporativismo horizontal.[9]
- Se inclina hacia las formas mixtas de Gobierno, en las cuales se encuentren garantizados la autoridad, la unidad política, el mérito y la representación popular corporativa.
- Es anticomunista.[10]
- Se opone al relativismo moral y al laicismo.[11]
- Es partidario de posibilitar la enseñanza religiosa en las escuelas (o de mantenerla en aquellos países en que se realiza).
- En el período de entreguerras, algunos nacionalistas católicos consideraron la posibilidad de que otros movimientos nacionalistas como el fascismo pudieran ser aliados conyunturales frente al comunismo.[12]
- Algunos critican el sionismo.
- No existe en el nacionalismo católico nada parecido a la doctrina racial del nazismo.[13] Cualquier duda sería despejada, desde que el papa Pío XI "condenara al nacional-socialismo en la encíclica Mit brennender Sorge, dirigida al episcopado alemán en el transcurso del año 1937"[14] y que tuvo importante repercusión. Por ejemplo, Meinvielle consideraba que el fascismo constituía la traducción política del panteísmo hegeliano y también —siguiendo las enseñanzas del documento— caracterizaba al nacionalsocialismo como un movimiento cultural formalmente precristiano y esencialmente pagano, en su pretensión de recrear los mitos nórdicos de las antiguas divinidades germánicas.[15] [16]
- No tiene ninguna relación con el separatismo.
- Usualmente sostiene una posición cercana al tradicionalismo católico.
- En la actualidad, algunos grupos ex nacional-católicos evitan definirse ellos mismos como nacionalistas, puesto que el nacionalismo como ideología, entendido como exaltación de lo propio frente a lo extranjero, es rechazado por la Iglesia,[17] oponiéndose a la virtud cristiana del patriotismo, que obliga al servicio a la comunidad.

## Nacionalismo católico por país

### Argentina

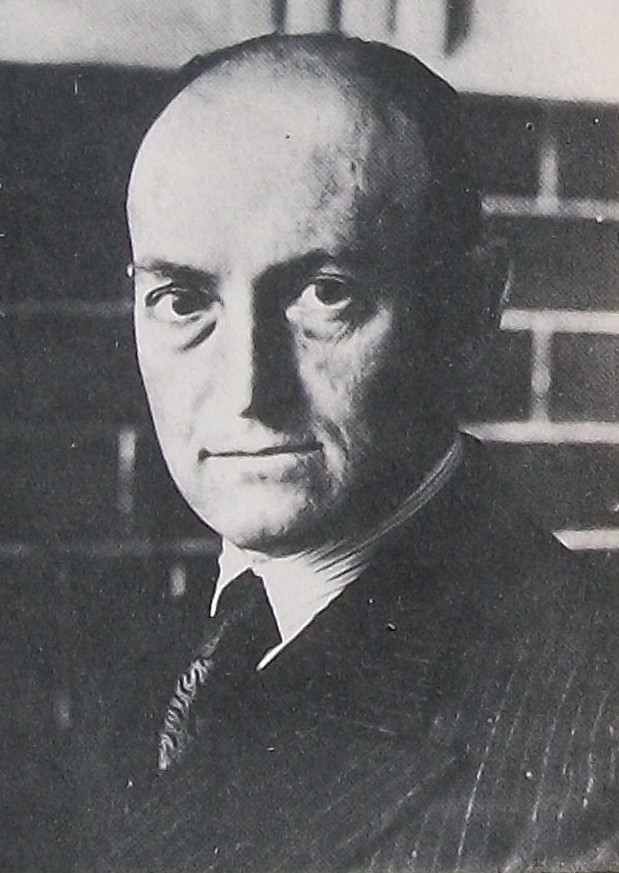
Hugo Wast (Gustavo Adolfo Martínez Zuviría).

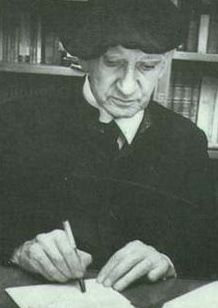
Padre Leonardo Castellani (1899-1981), uno de los inspiradores del Nacionalismo Católico Argentino.

Sus principales referentes fueron los sacerdotes católicos Julio Meinvielle y Leonardo Castellani y los filósofos Jordán Bruno Genta y Carlos Alberto Sacheri. También el escritor y político argentino Gustavo Martínez Zuviría ―también conocido por su seudónimo Hugo Wast―.
En la actualidad existe un Grupo de Investigación Carlos A. Sacheri, que ha publicado el libro La primera guerra del Siglo XX argentino.
La Unión Federal Demócrata Cristiana fue un partido político integrado por sectores nacionalcatólicos y democristianos.
Los presidentes de Argentina José Félix Uriburu,Pedro Pablo Ramírez, Juan Carlos Onganía y algunos otros estuvieron vinculados con el nacionalismo católico,[cita requerida] en cambio, otros presidentes de facto, como Pedro Eugenio Aramburu y Jorge Rafael Videla estuvieron enfrentados a los grupos militares identificados como nacionalistas católicos.[cita requerida]
La figura de Juan Domingo Perón despierta controversia entre los nacionalistas católicos argentinos, ya que un sector lo reivindica, mientras que otro lo repudia al considerarlo responsable de la Quema de iglesias de 1955, de permitir la apertura de prostíbulos y de la sanción de la Ley N.º 14.394, cuyo artículo 31 incluye el divorcio. También lo ha considerado perteneciente a la masonería.
Su principal medio[cita requerida] de difusión es la Revista Cabildo, actualmente dirigida por Antonio Caponnetto, con una marcada línea editorial xenófoba y antisemita.
De 1988 a 2010 existió un partido nacionalista católico llamado Movimiento por la Dignidad y la Independencia (MODIN) y en la actualidad, desde 1996 el Partido Popular de la Reconstrucción se considera nacionalista católico.[cita requerida]

### Chile
Intelectuales importantes del nacionalismo católico en Chile han sido el padre Osvaldo Lira y Juan Antonio Widow. También el nacionalismo católico llevó a la formación del Movimiento Revolucionario Nacional Sindicalista, organización falangista con simpatías hacia el nazismo.

### Colombia
El nacionalismo católico caracterizó a Laureano Gómez en los años 1930-1946.

### Venezuela

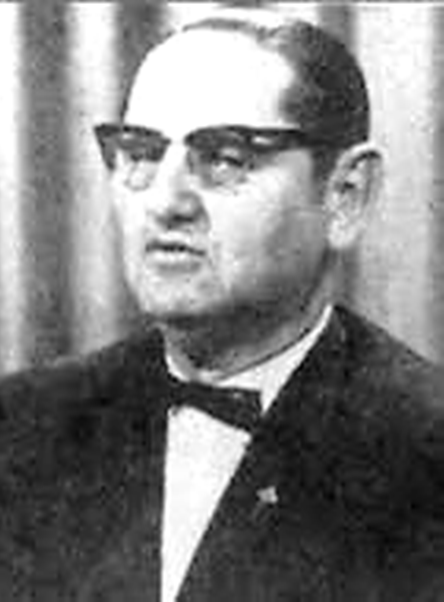
Germán Borregales.

Don Germán Borregales fue uno de los representantes de la tendencia nacionalista católica en Venezuela, principalmente a través de su partido Movimiento de Acción Nacional (MAN), desde 1960 hasta 1973.
Actualmente existe un grupo de estudio denominado Editorial Digital Don German Borregales (CEPI), dedicado a la recopilación del pensamiento, acción y legado de personajes históricos como Germán Borregales.

### Costa Rica
El nacionalismo y el catolicismo eran partes importantes de la doctrina política del presidente Rafael Ángel Calderón Guardia en los años 40. Sergio Villena Fiengo: El componente católico se ha sumado al “nacionalismo étnico metafísico” (Jiménez, 2002), según el cual la identidad nacional tiene como “esencia” a la raza blanca, la meseta central, la democracia rural, la sencillez y humildad de los campesinos pobres y el apego a los valores de la paz.

### Cuba
Desde 1844, el Diario de la Mañana, fiel a los ideales hispánicos, tenía por principios «Dios, Patria, Hogar». En 1959 sus instalaciones fueron expropiadas por el gobierno revolucionario encabezado por Fidel Castro.

### España

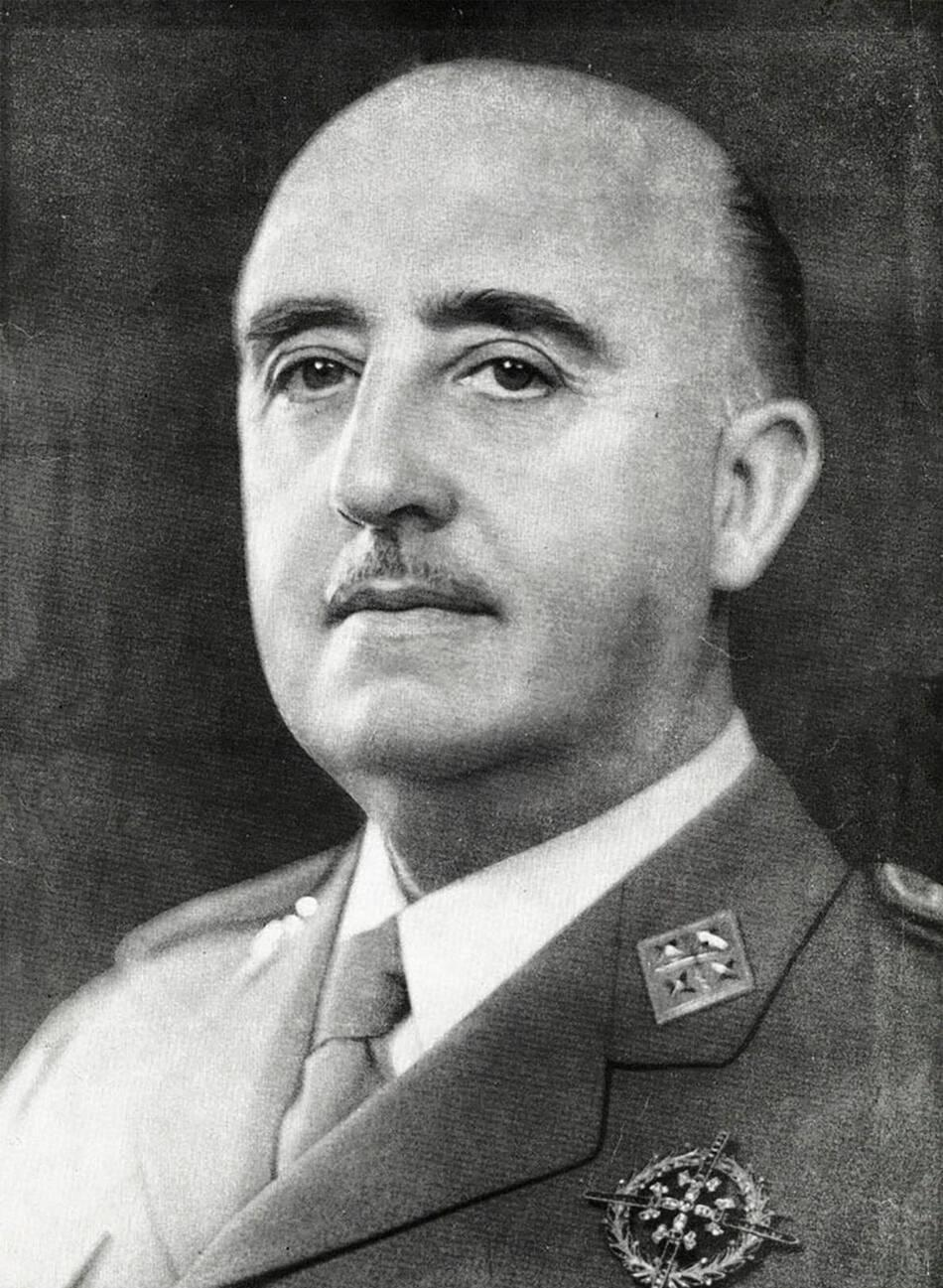
Retrato de Francisco Franco, nacionalista católico.

En España es denominado nacionalcatolicismo, en gran medida vinculado a la Francisco Franco, cuyo régimen autoritario fue caracterizado por el nacionalismo español, el anticomunismo y el catolicismo. Por lo que se refiere a España la obra obligada de referencia historiografíca es Alfonso Botti, Cielo y dinero. El nacionalcatolicismo en España, 1881-1975, Madrid, Alianza, 1992.
También el Partido Nacionalista Vasco en sus orígenes se hallaba próximo al nacionalismo católico, aunque en la actualidad se autodefine como aconfesional.

### México
El nacionalismo católico en México ha sido representado por agrupaciones políticas y partidos de derecha y centroderecha como el Partido Católico Nacional, La Unión Nacional Sinarquista que tiene entre sus múltiples inspiraciones a los movimientos fascistas europeos del periodo de entreguerras, en especial a la FE de las JONS y el Partido Demócrata Mexicano, en la actualidad tiene como máximo exponente el sector más doctrinario del Partido Acción Nacional, partido fundado en la década de 1930, franquista en sus orígenes, con un fuerte componente de integrismo católico, que durante décadas luchó por vencer las candidaturas del PRI, obteniendo la victoria en las elecciones presidenciales del año 2000 cuando se vino abajo el sistema priísta. Sus principios defienden el nacionalismo hispánico en México y la Doctrina Social Cristiana.

### Puerto Rico
El nacionalismo católico en Puerto Rico fue representado principalmente por el Partido Nacionalista de Pedro Albizu Campos.

## Críticas
A diferencia de la jerarquía eclesiástica católica, los nacionalistas católicos no se han lamentado públicamente por las acciones de algunos fieles católicos en el pasado, como las condenas inquisitoriales por herejía.
Además, analistas de la historia del catolicismo político en Argentina han demostrado que referentes del nacionalismo católico no se han mantenido en la ortodoxia intelectual de la doctrina social de la Iglesia, y que habrían caído en posturas voluntaristas donde la acción precedía al intelecto (debido a la "urgencia practica" de lograr la conquista del poder, dejando las reflexiones políticas como algo secundario o incluso subordinado), los cuales son contrarias al Escolasticismo Tomista de que el intelecto precede a la acción de la voluntad, y que por tanto, el intelecto precede en potencia para dar movimiento al acto del ser. Entonces, debido a ese enfoque de preocuparse más por la acción política que por la coherencia filosófica, los nacionalistas católicos argentinos habrían caído en heterodoxias, como combinar sus ideas con las del fascismo clerical, el nacionalismo de Charles Maurras y otras ideologías condenadas por la iglesia, bajo la excusa de que eran aliados contra el liberalismo hegemónico y la amenaza socialista (también ideologías condenadas por la iglesia). Aquel proceso de desviación de la ortodoxia se intensificaría con la época de las revoluciones militares y el peronismo, donde las enredadas acciones que fueron tomadas, por el nacionalismo católico, se dieron en base a los sucesos políticos de enorme resonancia en Argentina (realizando alianzas con grupos políticos a-católicos), y no en base al consenso del renovado catolicismo neotomista dentro del seno de la Iglesia. Aquello generaría finalmente desviaciones heterodoxas autoritarias y militaristas de la concepción católica de la política en un intento de contrarrestar las heterodoxias de la democracia cristiana demo-liberal (aliada a los grupos de poder que enfrentaban los nacionalistas católicos y sus aliados a-católicos).
También se ha criticado al nacionalcatolicismo franquista de haber recibido malas influencias del irracionalismo político prusianista (para justificar una visión idealista del Caudillo como un ser carismático predestinado a la gloria de la salvación política) debido a los intercambios intelectuales entre falangistas con la intelectualidad alemana (sobre todo nacionalsocialistas con el Führerprinzip y seguidores de la revolución conservadora con el Monarchisches Prinzip). Incluso se ha señalado, de parte de filósofos políticos carlistas y teólogos católicos, que los franquistas, en su defensa del carisma político, cayeron en una concepción cristiana protestante de la política, en tanto que Francisco Javier Conde, en su obra Contribución a la doctrina del caudillaje, volvió parte de la ideología del régimen las nociones de la sociología weberiana (Economía y sociedad) de la necesidad de contraponerse al racionalismo de la Ilustración francesa y al tradicionalismo del pensamiento reaccionario como formas de poder para lograr un régimen estable y progresista, así como repetir no sólo los conceptos, pero también las palabras de los discursos de Wyclif y Lutero. Que el magisterio de la Iglesia condenaría en las encíclicas Diuturnum illud y Mit brennender Sorge, así como por escolásticos católicos como Francisco Suárez en la Defensio fidei. Esto haría que se este cayendo accidentalmente en un menosprecio a la dignidad humana, en la negación de la libertad teológica, en rechazar el juego libre de la criatura racional como causa segunda del orden universal, y tener una religión secularizada que explicaría los conflictos entre Iglesia-Estado durante el franquismo por dos modos diferentes de ver al Estado confesional (regalismo vs tradicionalismo católico). Finalmente, el régimen franquista no estaría cumpliendo adecuadamente la legitimidad de ejercicio al no respetar adecuadamente la tradición católica de las Españas por su nacionalismo monolítico sin respeto de los fueros (incluido el fuero eclesiástico) basado en su propio arbitrio antes que en el Derecho natural auténtico.

### Desde la Doctrina social de la Iglesia

#### Antes del Concilio Vaticano II
El papa Pío XI enseñó que la festividad de Cristo Rey tenía un fuerte sentido antinacionalista, enseñando que el Reinado social de Jesucristo era contrario a naciones que se ensalzaban a sí mismas como si fueran el fin supremo de la vida de los hombres (enseñando un absurdo inmanentismo), e implorando a los católicos que se esforzaran por devolverle el mundo, el altar y el hogar, al Rey de todas las naciones (Cristo), buscando la Ciudad de Dios antes que la Ciudad del Hombre (en continuidad con la tradición del Agustinismo político), enseñando que el hombre debe anhelar primeramente la patria espiritual del Reino de los Cielos por sobre su patria terrenal, que sin embargo, eso no significa que no ame a su nación, si no que, por amor a está, debe hacer todo lo posible porque se instaure en la tierra el Reino de Dios, ajustando las leyes de su país acorde la Ley eterna, su verdadero fin en el Logos, que es trascendente a la misma nación. Anhelando «aquella verdadera sociedad de naciones» que había sido la Universitas Christiana de la cristiandad medieval, en contraste con el mundo hostil que se vivía con los nacionalismos de la Modernidad. Además, en la encíclica Caritate Christi compulsi, llegó a advertir contra los peligros del nacionalismo ideológico (aunque tratando de encaminar las nociones más superficiales y "justas" del concepto a caminos "adecuados" y más cercanos con la moral natural católica), enseñando que enturbia las relaciones políticas, en tanto que se presenta como un absoluto sin respeto por las tradiciones locales, así como buscar un modelo estatista que presenta profundo desconocimiento de leyes trascendentales. Ante ello, consideró a está ideología como una especie de egoísmo nacional, por el cual los vicios individuales son personificados en el espacio colectivo a través del ideal nacional, donde se podría ver como bueno y digno de alabanza varios actos que de hecho son criminales (a ojos del sentido común), si se cometiera por un desordenado amor a la patria utilitarista. Incluso consideró que las vertientes más exageradas son capaces de idolatrar a la nación como si el pueblo fuera su propio Dios, y que era intolerable la exaltación de la colectividad (nacional) por encima de la persona humana, de la familia y de la Iglesia.

Porque abusando del legítimo amor a la patria y llevando a la exageración aquel sentimiento de justo nacionalismo, que el legítimo orden de la caridad cristiana no sólo no desaprueba sino que regulándolo, lo santifica y le da vida; este mismo egoísmo al insinuarse en las relaciones entre pueblo y pueblo, no hay exceso que no parezca justificado, y lo que entre los individuos sería por todos juzgado reprobable se considera lícito y digno de encomio cuando es ejecutado en nombre de tan exagerado nacionalismo. En lugar de la gran ley del amor y de la fraternidad humana, que abraza a todos los individuos y todos los pueblos, y los enlaza en una sola familia, con un solo Padre que está en los cielos, entra en mala hora el odio que arrastra a todos a la ruina. En la vida pública se pisotean los sagrados principios que eran el sostén de toda convivencia social; se alteran los sólidos fundamentos del derecho y de la lealtad sobre los que debería basarse el Estado, se violan y se cierran las fuentes de aquellas antiguas tradiciones que en la fe en Dios y en la fidelidad a su ley veían las bases más seguras del verdadero progreso de los pueblos.

(...)
Pídase la paz para todos los hombres, y especialmente para aquellos que en la sociedad humana tienen las graves responsabilidades del gobierno; ¿cómo podrán dar paz a sus pueblos si no la tienen consigo mismos?, y es precisamente la oración la que según el Apóstol, debe traernos el regalo de la paz; la oración que se dirige al Padre celestial, que es el Padre de todos los hombres; la plegaria que es la expresión común de los sentimientos de familia,  de aquella gran familia que se extiende más allá de los confines de cualquier país y de cualquier continente. 
Hombres que en toda nación ruegan mismo Dios por la paz sobre la tierra, no pueden ser al mismo tiempo portadores de discordia entre los pueblos; hombres que se dirigen en su plegaria a la Divina Majestad no pueden fomentar aquel imperialismo nacionalístico que de cada pueblo hace su propio Dios: hombres que miran al Dios de la paz y de la caridad que a El recurren por medio de Cristo, que es nuestra paz, no encontrarán descanso hasta que la paz, que no puede dar el mundo, descienda del Dador de todo bien, sobre los hombres de buena voluntad
Pío XI. CARITATE CHRISTI COMPULSI (n3;10)

Por otro lado, también en su pontificado se dieron problemas con la Acción francesa, un movimiento nacionalista integral francés proclerical, que si bien era un enemigo jurado del Laicismo y reivindicaba la Monarquía tradicional católica en Francia, se presentaba el peligro de que los católicos simpatizantes al nacionalismo adoptaran una visión consecuencialista e instrumentalista de la Iglesia; si bien hubo figuras católicas como Jacques Maritain, que creían que sería posible que los católicos permanecieran dentro del movimiento político siempre que evitaran los errores doctrinales del nacionalismo, finalmente el movimiento terminó siendo condenado por la Iglesia Católica, por decreto de la Congregación del Santo Oficio el 29 de diciembre de 1926 (apelándose a borradores redactados en enero de 1914 donde ya se consideraba previamente condenar al movimiento, siendo la conclusión de un montón de previas advertencias indirectas), debido a que subordinaba la religión a la política y a la ideología (nacionalismo), en tanto que tenía concepción pagana de la política, con una Iglesia reducida al papel de agente del orden público, como un mero soporte del orden público y no como un organismo espiritual e independiente con fines sobrenaturales, lo cual era causado por la promoción del maquiavelismo político, por el cual se deja de lado la «moral católica», con el propósito de anteponer la acción «por todos los medios» por sobre las divagaciones éticas, representado con el lema «La política primero», algo inaceptable para el católico de verdad, concluyéndose que la ideología nacionalista tenía desconfianza de una autoridad espiritual supranacional, y que la modernidad nacionalista de la Acción Francesa, junto a la modernidad liberal de grupos demócratas cristianos, era igual de condenable por su rechazo del derecho divino, es decir, en su negativa común a reconocer que la fuente de la soberanía es Dios y no la nación o el pueblo. Esto en gran parte se debió porque su fundador y teórico principal, Charles Maurras, era un agnóstico, de tendencias positivistas (cuyas obras se incluyeron en el Index Librorum Prohibitorum), que afirmaba que su abierto apoyo al catolicismo era más por motivos prácticos y utilitarios, en tanto que enseñaba que el catolicismo solo debía concebirse como un medio para unificar a la nación francesa (como factor de cohesión y estabilidad social y elemento vital de la tradición francesa), no como un fin en sí mismo; de hecho Maurras declaró en voz alta que si la sumisión a la autoridad romana debe ser total en el plano espiritual, o si la iglesia interviene en el campo político de «manera cuestionable», entonces la resistencia se tenía que dar. Así, las doctrinas de la Acción Francesa se mantuvieron escépticas en materia de teología, además de tolerar no solo a variaciones ateas del movimiento, si no también esotéricas y heterodoxas, al haber miembros (como Léon Daudet) más interesados en el misticismo y la magia. Según el historiador católico, Jean-Marie Mayeur, “el hecho de que Acción Francesa perdiera sus vínculos con el mundo católico, facilito la evolución de algunos de sus miembros hacia el fascismo”, lo cual dicho extremismo se pudo ejemplificar con el hecho de que sus integrantes más radicales vieron a la condena de Acción Francesa como un ataque de la Iglesia romana a Francia, acusando de malos franceses a los católicos que desertaron de su causa con tal de suscribir sumisamente las condenas presentadas contra la organización, lo cual los volvería como enemigos de la Patria y traidores de Francia, concibiendo que habría un conflicto entre la sumisión a la Iglesia y el deber patriótico (expresado en el lema Non possumus). Ante ello, la Santa Sede condenó el hecho de que, por interés político, un grupo nacionalista pretenda monopolizar en su beneficio el patriotismo, y encima tenga el descaro de negarlo a los obispos franceses y a los católicos de Francia, junto a cuestionar su legítimo derecho a la obediencia que se debe al Papa. Posteriormente, bajo Pío XII, la condena será levantada, basándose en que si Maurras hubiera sido alguien totalmente pagano, su rebelión habría sido absoluta y su hipotético rencor anticristiano se hubiera intensificado, pero aquello no se presentó; sin embargo, el documento concierne únicamente al diario, donde fue levantada la prohibición de que miembros de la Acción Francesa estuvieran impedidos de recibir sacramentos católicos, puesto que aún se mantuvieron como heréticas las obras de Maurras y, con ello, ideas principales de la ideología del movimiento, a pesar de que ya no fuera prohibido la lectura y colaboración con el periódico.
Además, durante su pontificado, Pío XI también redactó dos encíclicas muy explícitas, la Non abbiamo bisogno y Mit brennender Sorge, las cuales son unas condenas directas hacia dos formas de nacionalismo: el fascismo y el nacionalsocialismo; en las que denuncia que estas formas de nacionalismo presentan una estatolatría que está más acorde con el ethos pagano que con la espiritualidad cristiana, que no reconocen los límites de su soberanía con los de la autoridad espiritual de la Iglesia (declarando que buscan socavar abierta o encubiertamente al catolicismo por no ajustarse a sus principios), y que los estados totalitarios no pueden colaborar en orden al bien común pleno porque son contrarios a la ley divino-natural. Señalándose que en el fondo tienen una raíz anti-teísta y secularizadora en sus concepciones y métodos políticos, que no tenía nada que envidiarle al comunismo (también condenado), llevando a sus últimas consecuencias la dialéctica del historicismo moderno de hacer una ruptura con el principio de trascendencia, conllevando así la divinización de la voluntad de poder humana a nivel colectivo, en detrimento del intelecto del alma humana. Siendo así que, por bula de 1932, todos los católicos que colaborasen con el movimiento nazi estarían automáticamente excomulgados (latae sententiae). En cuanto a intentos de forjar un fascismo clerical y desarrollar una forma de fascismo que se desligara de los sesgos idealistas, escépticos (en el caso del fascismo de Mussolini, influenciado por el ateísmo y el agnosticismo) y cripto-paganos (en el caso del fascismo de Hitler, influenciado por el Esoterismo germánico-nórdico) para que se adecuara a la doctrina social católica y al realismo metafísico escolástico, Pio XI fue claro en que aquellos que lo intenten serían falsos católicos que no cumplirían con las exigencias de su fe, también recibiendo excomunión latae sententiae.

Los últimos acontecimientos y las afirmaciones que los han precedido, acompañado y comentado, Nos quitan la posibilidad que habíamos deseado, y debemos decir y decimos que esos católicos [colaboradores del fascismo] solamente lo son por el bautismo y por el nombre, en contradicción con las exigencias del nombre y las mismas promesas del bautismo, puesto que adoptan y desenvuelven un programa que hace suyas doctrinas y máximas tan contrarias a los derechos de la Iglesia de Jesucristo y de las almas, que desconocen, combaten y persiguen a la Acción Católica, es decir, todo lo que la Iglesia y su Jefe [el Papa] tienen notoriamente de más querido y precioso. Nos preguntáis, venerables hermanos, lo que se debe pensar a la luz de lo que precede, de una fórmula de juramento que impone a los niños mismos ejecutar sin discusión órdenes que, como hemos visto, pueden mandar contra toda verdad y toda justicia la violación de los derechos de la Iglesia y de las almas, por sí mismos sagrados e inviolables, y servir con todas sus fuerzas, hasta con su sangre, a la causa de una revolución que arranca a la Iglesia las almas de la juventud, que inculca a sus fuerzas jóvenes el odio, las violencias, las irreverencias, sin excluir la persona misma del Papa, como los últimos sucesos lo han abundantemente demostrado.
CARTA ENCÍCLICA NON ABBIAMO BISOGNO DEL SUMO PONTÍFICE PÍO XI ACERCA DEL FASCISMO Y LA ACCIÓN CATÓLICA (n29)

Mientras tanto, en el pontificado de Pío XII, se enseñó que el estado nacionalista no sabe comprender la auténtica vida nacional (el cual no tiene un sentido político) y que ello sería una enajenación para las naciones debido a su naturaleza teórica (no basada en la realidad concreta, si no en supuestos ideológicos), advirtiéndose que esto solo generarían la desintegración de la nacionalidad a través del Estado moderno, así como perturbar el gran anhelo de renovación espiritual (ante las guerras generadas por el auge de los nacionalismos) en la forma de la integración y vinculación de los Estados individuales en la unidad espiritual de la civilización cristiana (expresado en algunos movimientos de integración de Europa, pero criticado ferozmente por los nacionalismos del Tercer mundo, y deformado por los liberalismos globalistas). Aquello fue bien expresado durante su Mensaje de Navidad en 1954.

Pero la sustancia del error consiste en confundir la vida nacional propiamente dicha con la política nacionalista: la primera, derecho y valor de un pueblo, puede y debe promoverse; el segundo, como semilla de males infinitos, nunca será suficientemente rechazado. La vida nacional, es, por sí misma, el conjunto operante de todos aquellos valores de la civilización que son propios y característicos de un determinado grupo de cuya unidad espiritual constituyen como el vínculo. Al mismo tiempo, esa vida enriquece la cultura de toda la humanidad, dándole como su contribución propia. En su esencia, pues, la vida nacional es algo apolítico, en tal manera que, como lo demuestra la historia y la experiencia, puede desarrollarse junto a otras dentro del mismo Estado, como también puede extenderse más allá de los confines políticos de éste. La vida nacional no llegó a ser principio de disolución de la comunidad de los pueblos, sino cuando comenzó a ser aprovechada como medio de fines políticos; esto es, cuando el Estado dominador y centralista hizo de la nacionalidad la base de su fuerza de expansión. Nació entonces el Estado nacionalista, germen de rivalidades y incentivo de discordias
(...)
Europa, en cambio, sigue esperando el despertar de su propia conciencia. Mientras tanto, en lo que representa como sabiduría y organización de la vida social y como influjo de la cultura, parece estar perdiendo terreno en no pocas regiones de la tierra. En verdad, este retroceso concierne a los defensores de la política nacionalista, que se ven obligados a retroceder ante los opositores que han hecho suyos sus propios métodos. Especialmente entre algunos pueblos hasta entonces considerados coloniales, el proceso de maduración orgánica hacia la autonomía política, que Europa debería haber guiado con astucia y cuidado, se transformó rápidamente en explosiones nacionalistas, ávidas de poder.
(...)
Sería ciertamente una política de unificación equivocada -cuando no una traición- sacrificar a intereses nacionalistas minorías étnicas, que carecen de fuerza para defender sus bienes supremos, su fe y su cultura cristiana. Los que así lo hicieran no serían dignos de confianza y no obrarían con honradez.
Radio-mensaje de Navidad de 1954 de Pío XII

#### Luego del Concilio Vaticano II
Durante el Concilio Vaticano II, se expresaron reservas de parte de la iglesia hacia la compatibilidad de su doctrina con ciertas modalidades de nacionalismo. Donde el documento Gaudium et spes (una constitución pastoral) declaró que los nacionalistas, debido a sus ambiciones políticas (sobre todo de carácter expansionista) y prejuicios ideológicos, han impedido el desarrollo de una co-operación económica a nivel internacional:

Para establecer un auténtico orden económico universal hay que acabar con las pretensiones de lucro excesivo, las ambiciones nacionalistas, el afán de dominación política, los cálculos de carácter militarista y las maquinaciones para difundir e imponer las ideologías.
CONSTITUCIÓN PASTORAL GAUDIUM ET SPES. SOBRE LA IGLESIA EN EL MUNDO ACTUAL (n85)

Siendo bien explícito en condenar al nacionalismo exacerbado en el decreto Ad Gentes:

Los cristianos, congregados de entre todas las gentes en la Iglesia, no son distintos de los demás hombres ni por el régimen, ni por la lengua, ni por las instituciones políticas de la vida, y por ello, deben vivir para Dios y para Cristo según las costumbres honestas de su nación; cultiven como buenos ciudadanos, real y eficazmente, el amor a la patria; eviten completamente, sin embargo, el desprecio a otras, razas y el nacionalismo exacerbado
DECRETO AD GENTES SOBRE LA ACTIVIDAD MISIONERA DE LA IGLESIA (n15)

Sin embargo, en la encíclica Populorum progressio (parte de las Encíclicas sociales), del papado de Pablo VI (sobre la necesidad de promover el desarrollo de los pueblos) se da una condenación directa al nacionalismo entendido como ideología política, debido a que en esencia, sería contradictorio con el universalismo de la doctrina social católica y una enajenación del auténtico patriotismo, el cual, como amor a la patria, si es una virtud compatible al cristianismo (en concordancia con las recomendaciones anteriores de no confundir nacionalismo con patriotismo), así como ver al orgullo nacionalista como algo peligroso para el desarrollo económico y la estabilidad política de las sociedades, debido a la ideologización de la identidad nacional que estaban haciendo los estados por todo el mundo durante la descolonización, impidiendo una cooperación social entre la humanidad.

Obstáculos que hay que remontar: el nacionalismo

62. Otros obstáculos se oponen también a la formación de un mundo más justo y más estructurado dentro de una solidaridad universal: nos referimos al nacionalismo y al racismo. Es natural que comunidades recientemente llegadas a su independencia política sean celosas de una unidad nacional aún frágil y se esfuercen por protegerla. Es normal también que naciones de vieja cultura estén orgullosas del patrimonio que les ha legado la historia. Pero estos legítimos sentimientos deben ser sublimados por la caridad universal, que engloba a todos los miembros de la familia humana. El nacionalismo aísla los pueblos en contra de lo que es su verdadero bien. Sería particularmente nocivo allí en donde la debilidad de las economías nacionales exige, por el contrario, la puesta en común de los esfuerzos, de los conocimientos y de los medios financieros para realizar los programas de desarrollo e incrementar los intercambios comerciales y culturales
(...)
Cualidades de los técnicos

72. A la competencia técnica necesaria tienen, pues, que añadir las señales auténticas de una amor desinteresado. Libres de todo orgullo nacionalista, como de toda apariencia de racismo, los técnicos deben aprender a trabajar en estrecha colaboración con todos. Saben que su competencia no les confiere una superioridad en todos los terrenos. La civilización que les ha formado contiene ciertamente elementos de humanismo universal, pero ella no es única ni exclusiva y no puede ser importada sin adaptación. Los agentes de estas misiones se esforzarán sinceramente por descubrir, junto con su historia, los componentes y las riquezas culturales del país que les recibe. Se establecerá con ello un contacto que fecundará una y otra civilización.
CARTA ENCÍCLICA POPULORUM PROGRESSIO DEL PAPA PABLO VI (n62;72)

Posteriormente, el mismo papa Pablo VI reafirmaría la condena al nacionalismo como ideología política, debido a que distorsiona el verdadero propósito y finalidad del sentido nacional (una expresión apreciada por la Iglesia) por medio de supuestos filosóficos falsos que exaltan dichas pasiones de una forma desordenada y peligrosa para el bien común de la sociedad, incompatible con la ética católica.

Pero, por desgracia, vemos al mismo tiempo afirmarse fenómenos contrarios al contenido y al objetivo de la Paz; y también estos fenómenos progresan, aunque limitados muchas veces a un estado latente, pero con indudables síntomas de incipientes o de futuras conflagraciones. Renace, por ejemplo, con el sentido nacional, legítima y deseable expresión de la polivalente comunión de un pueblo, el nacionalismo, que al acentuar dicha expresión hasta formas de egoísmo colectivo y de antagonismo exclusivista, hace renacer en la conciencia gérmenes peligrosos y hasta formidables de rivalidad y de luchas muy probables.
MENSAJE DE SU SANTIDAD PABLO VI PARA LA CELEBRACIÓN DE LA IX JORNADA DE LA PAZ (párrafo 4º)

 También, durante el pontificado de Juan Pablo II, en las encíclicas Centesimus annus, Redemptor Hominis y Redemptoris missio, enseñó que la Iglesia considera que los «nacionalismos exagerados» son incompatibles con el amor social que emana la doctrina católica, sobre todo en sus formas que buscan egoístamente la dominación a las demás culturas y su explotación del otro, o los que exaltan la raza como si fuera lo único determinante, estando en la misma línea esa condena al «nacionalismo exagerado» con Pablo VI y sus condena al nacionalismo (y al racismo) como ideología política, siendo básicamente sinónimos para evitar controversias con entendimientos coloquiales y falsos del nacionalismo. Ante ello, Juan Pablo II, llegó a advertir, tras la disolución de la Unión Soviética, que el nacionalismo genera la tentación de desintegrar el continente europeo, del mismo modo que estaba pasando en África con la inestabilidad política que generaban los movimientos nacionalistas, o como ya había pasado antes con las Guerras Mundiales de 1914-1945 que fueron obra del «nacionalismo exasperado», mientras que «el espíritu evangélico debe llevar a la superación de las barreras culturales y nacionalísticas, evitando toda cerrazón».

Un continente que cambia

5. Europa, atraída tanto por la integración comunitaria como por la tentación de la desintegración nacionalista y étnica, vive un cambio doloroso. Los focos de tensión violenta que sacuden muchas repúblicas de la antigua Unión Soviética (menciono de paso la República de Georgia y la región del Cáucaso), así como el destino del espacio balcánico influirán gravemente en el futuro del continente. Esas incertidumbres dramáticas interpelan a la pacífica y próspera Europa occidental que, desde el 1 de enero de este año, entró en una fase de «mercado único». Reforzada por la unidad de un proyecto político y económico, así como por la comunión de los mismos valores, esta Europa occidental debe continuar multiplicando los contactos y los gestos de solidaridad y de apertura hacia el resto del continente. El progreso auténtico y duradero sólo es posible con la unión de unos y otros, no unos contra otros y, mucho menos, empuñando las armas.
Discurso de Juan Pablo II al Cuerpo Diplomático del 16/1/1993

Si reflexionamos sobre lo que constituye el fundamento de los comportamientos colectivos (de inestabilidad política) en África o en Europa, descubrimos fácilmente la presencia de «nacionalismos exacerbados». No se trata de amor legítimo a la propia patria o de estima de su identidad, sino de un rechazo del otro en su diferencia para imponerse mejor a él. Todos los medios son buenos: la exaltación de la raza, que llega a identificar nación y etnia
Discurso de Juan Pablo II al Cuerpo Diplomático del 15/1/1994

También, el Papa Juan Pablo II, en la encíclica Slavorum Apostoli llegó a condenar la nacionalización y asimilación forzada de un pueblo hacia una nación que se considere superior culturalmente, apelando al ejemplo de los evangelizadores Cirilo y Metodio, apóstoles de los eslavos, reflejando que la práctica oficial de la Iglesia para la expansión, es por medio de adaptarse a las culturas y tradiciones de los pueblos:

"no impusieron a los pueblos cuya evangelización les encomendaron, ni siquiera la indiscutible superioridad de la lengua griega y de la cultura bizantina, o los usos y comportamientos de la sociedad más avanzada, en la que ellos habían crecido y que necesariamente seguían siendo parte ellos familiares y queridos (...) adaptaron a la lengua eslava los textos ricos y refinados de la liturgia bizantina, y adecuaron a la mentalidad y a las costumbres de los nuevos pueblos las elaboraciones sutiles y complejas del derecho grecorromano"
CARTA ENCÍCLICA SLAVORUM APOSTOLI DEL SUMO PONTÍFICE JUAN PABLO II (n13)

Debido al respeto del magisterio de la Iglesia a los usos y tradiciones de los pueblos, así como a su modelo de Estado confesional de corte supranacional, es que en varios momentos se llegó a considerar la excomunión de líderes nacionalcatolicistas por defender aculturaciones forzadas (y contrarias al principio de universalidad en la ley natural) en nombre de la «unidad nacional», o por simple deseo de dominación injustificable por parte del poder secular de un estado nacional; considerándose una expresión de la Herejía modernista y un abuso del poder temporal de las autoridades civiles, en contra de la doctrina de las dos espadas. Por Ejemplo:
- Francisco Franco: Si bien ya hubo antecedentes de conflictos entre la ideología del gobierno franquista y la doctrina social de la Iglesia en España, como las discrepancias del cardenal arzobispo de Sevilla, Pedro Segura y Sáenz, con el régimen y los jerarcas de la Falange Española Tradicionalista y de las Juntas de Ofensiva Nacional Sindicalista,[56] o la mala percepción que el papa Pablo VI tenía del régimen por la injerencia del poder civil en la vida de la Iglesia en nombre del estado-nación.[57] El asunto más serio se dio en el País Vasco durante el Caso Añoveros. Esto se debió a que las políticas de la España franquista para lograr la 'unidad de España' generaron una seria violación al principio de universalidad del catolicismo cuando se promovieron castellanizaciones forzadas, lo cual género que el obispo de Bilbao, Monseñor Añoveros hiciera protestas, en una homilía, por la falta de respeto hacia el «pluralismo social y cultural existente en el país».[58] Ante ello, el obispo de Bilbao quedó bajo arresto domiciliario por las autoridades franquistas, al asumir que esa homilía era un ataque al gobierno, y se consideró exiliarlo del país (incluso usándose a ministros del estado para presionar al cardenal para farozar la salida del país de Añoveros con destino a Roma), de no ser por la presión de la extrema derecha (pues Añoveros había sido una figura popular para el Bando sublevado en la guerra civil) y de la resistencia del mismo obispo, quien declaró que solo obedecería las órdenes del papa Pablo VI. Finalmente la Conferencia Episcopal, con el cardenal de Madrid, Vicente Enrique y Tarancón, a la cabeza, al ver que el gobierno podría estar dispuesto a llegar a la ruptura de relaciones con la Iglesia, hizo la amenaza de excomunión, en base al Derecho canónico, donde está prohibida que las autoridades civiles violen 'la libertad de acción de un obispo', y se le comunicó a Francisco Franco de que si se proseguía en el propósito de expulsar al obispo, tendría que ser excomulgado a él y todos los miembros de su gobierno (como el presidente del Gobierno, Carlos Arias Navarro, o sus ministros, como Francisco Ruiz-Jarabo). Sin embargo, esto se evitó debido a que el cardenal Tarancón tuvo sospechas de que estas acciones no las pudo haber realizado directamente Franco (quien ya había demostrado ser una persona mucho más audaz y pragmática), suponiendo que, o bien fueron acciones de agentes particulares de la burocracia nacionalcatólica del estado español, o quisa algún ataque de «inconsciencia» en Franco (debido a que lentamente daba signos de perder su cordura, debido a su vejez), en ambos casos podría haber inocencia y que primero era prudente realizar conversaciones entre miembros del alto clero de la Iglesia, y de funcionarios de alto rango del Estado español, logrando que se hiciera desaparecer al avión que pretendía exiliar a Añoveros (permitiendo que siga protestando por las violaciones al fuero vasco), y dándose fin a esta crisis diplomática entre el gobierno español y la Iglesia en España.[59] Sin embargo, quedó presente como un signo de la incompatibilidad entre la doctrina católica y la ideología nacionalista, estando obligado a ceder el gobierno franquista para evitar las represalias de la Santa Sede.

El pueblo vasco, lo mismo que los demás pueblos del Estado español, tiene el derecho de conservar su propia identidad, cultivando y desarrollando su patrimonio espiritual (...) Sin embargo, en las actuales circunstancias, el pueblo vasco tropieza con serios obstáculos para poder disfrutar de este derecho. El uso de la lengua vasca, tanto en la enseñanza en sus distintos niveles, como en los medios de comunicación está sometido a notorias restricciones. Las diversas manifestaciones culturales se hallan también sometidas a un discriminado control', denunciaba la homilía escrita por el obispo Añoveros, quien había actuado como voluntario en la Guerra Civil como capellán de un Tercio de Requetés
Homilía del obispo de Bilbao Antonio Añoveros (24-02-1974)

- Léon Degrelle: Como líder de los rexistas (nacionalistas católicos belgas que trataban de adaptar el fascismo a los principios católicos tradicionalistas), tuvo desencuentros con la Iglesia católica en Bélgica, debido a que el Partido Católico de Bélgica (apoyado oficialmente por la jerarquía de la iglesia) no aprobaba sus métodos llenos de impulsividad y voluntarismo, lo que lo llevó a separarse del catolicismo político oficial, para fundar su propio Partido Rexista, siendo así que se empezó a ganar el rechazo de la iglesia.

“[la declaración episcopal] apunta formalmente a Rex y condena sus métodos y principios fundamentales; sobre Rex, estamos convencidos que constituye un peligro para el país y para la Iglesia. Por lo tanto, el deber de todo católico leal en las elecciones del 11 de abril es claro y toda abstención debe ser condenada”.
Joseph-Ernest Van Roey , cardenal arzobispo. Malinas, 9 de abril de 1937

Posteriormente llegaría a ser excomulgado por el obispo de Namur, debido a la prohibición que había hecho la iglesia (desde 1940) de usar los uniformes militares en plena misa, ante lo cual Degrelle, y algunos rexistas, decidieron secuestrar al deán Michel Poncelet (porque este le pidió que se retirara de una misa por llevar su uniforme de las SS) durante varias horas el día 25 de julio de 1943, hasta que el eclesiástico fue finalmente liberado por los alemanes, para evitar que escale a mayores el incidente, pero dándole Poncelet la excomunión el 19 de agosto de 1943. Posteriormente su sentencia le fue levantada en noviembre de 1943, apelando que ahora se encontraba en la jurisdicción de la iglesia alemana y no de la belga. Más adelante volvería a ser excomulgado en julio de 1944. Otros incidentes con las autoridades de la Iglesia se dieron cuando Degrelle intento amenazar al episcopado belga, por medio de las tropas de ocupación alemana, para que realizaran una carta pastoral en apoyo del antisemitismo (aunque fracaso por la oposición del sacerdote Jean Bernard, quien prefirió ser recluido en un campo de concentración). Incluso se sospecho que durante el desarrollo de la Operación Rabat (un pretendido plan de la Wehrmacht y la República Social Italiana para invadir la Ciudad del Vaticano), Degrelle colaboró en el proyecto que preveía secuestrar al Papa Pío XII y deportarlo a la Alemania nazi (a Silesia o Liechtenstein) y obligarlo a que desarrolle una encíclica en el que se condenara al judaísmo y, al mismo tiempo, se aprobara al nacionalsocialismo como una doctrina compatible con el catolicismo, afirmando que «Tenemos que convencer a Pío XII por las buenas o por las malas».  Finalmente, debido a sus posturas negacionistas del Holocausto, llegó a meterse en un incidente con el Papa Juan Pablo II, tras anunciar que haría una visita a Auschwitz, donde Degrelle le recriminó por estar apoyando a «los manipuladores de la historia», reprochando le con que los mensajes de su simple presencia serían «utilizadas por propagandistas sin escrúpulos, que los utilizaran para sus campañas de odio mediante falsedades que emponzoñan todo el asunto».

### Desde el Tradicionalismo político
Grupos tradicionalistas católicos (como el carlismo en España o los cristeros en México) hacen críticas al movimiento nacionalista por haber caído en la herejía modernista, por el que habrían aceptado posturas incompatibles con la tradición natural de los pueblos al asumir (conscientes o no de ello) algunos supuestos metapolíticos de la filosofía moderna, sobre todo de la Ilustración (aunque no necesariamente la Ilustración francesa de tintes anticlericales, sino que la «Ilustración Católica» más conservadora, pero heterodoxa ante la concepción católica de la política) y sobre todo, del Romanticismo alemán. Lo que los haría, no solo una ideología enajenada y extranjerizante para las sociedades católicas (como la hispanidad), sino que también serían más cercanos intelectualmente al protestantismo y al liberalismo, pero con una estética catolicista. El tradicionalismo se basa en pueblos y reinos, no en el concepto moderno de naciones monolíticas donde todos hablan un lenguaje homogéneo y todo es igual culturalmente en todo un estado. 
Por ejemplo, este grupo afirmaría que, lo que entienden los nacionalistas católicos con el concepto de «nación», no sería según la concepción clásica, si no según la concepción moderna: Esto se debería a que, en la Escolástica más ortodoxa, el término «nación» proviene etimológicamente del término nasci (nacer), el cual hace referencia al lugar y pueblo de nacimiento, donde la nación se entendía como una agrupación humana cuya razón de ser era por afinidad (étnico, lingüístico, histórico-social y cultural), sin afirmarse que toda nación tuviera que ser a priori una agrupación política. Sin embargo, el nacionalismo católico se desviaría de la ortodoxia del catolicismo político al entender a la nación con una razón de ser por finalidad, como si toda nación tuviera que ser el fundamento de una comunidad política, con base en unos principios dogmáticos y erróneos sobre la naturaleza de la nacionalidad, para imponer el moderno Estado nación. Además, el tradicionalismo católico concibe al Estado como la sociedad política, una sociedad de sociedades que tienen en conjunto, un mismo fin, el bien común político. Se incluye en ella a la autoridad legítima que gobierna, pero no se la absolutiza como modernamente se concibe (misma absolutización que sí harían los nacionalismos, perfilándose en contra de la doctrina social católica).

La comunidad política también se puede nombrar con el termino Estado. La palabra "Estado" aquí no se refiere a la maquinaria o instrumento de poder social -concepción ideológica del Estado-, sino que se refiere a una "institución natural". En ocasiones, designa la sociedad política -o civil-, incluyendo en ella a la autoridad legítima que la gobierna. En otras ocasiones, designa la institución del gobierno.
La nación en sentido clásico, que era el exclusivo hasta los prolegómenos de 1789, no es una realidad política, es decir, no está relacionada, ordenada, al bien común temporal. Por lo tanto, aunque la nación en este sentido clásico también sea una realidad natural, no se confunde formalmente con la comunidad política.
"La nación...-sostiene Clement-aparece como una comunidad de valores espirituales, morales y culturales".
Otro concepto es el de la patria. En sentido clásico, se puede ver bajo 2 puntos de vista, ya sea como la "tierra de los padres, de los ancestros" (con sentido primario material), o ya sea (mas formalmente), como el bien común acumulado por las generaciones procedentes, fuentes principales de la pietas política.
José Antonio Ullate Fabo

Entonces, el tradicionalismo católico diría que la nación es agrupación por afinidad (idioma, costumbres, etc) y no por finalidad (como el Estado o sociedad política, que tienen por fin el bien común), siendo así que toda sociedad política tiene como fin el bien común político, pero no toda sociedad política (a lo largo de la historia) ha sido determinada y delimitada por las comunidades con afinidad cultural (o naciones), aquello sería no solo contrario a la tradición política de las sociedades (donde es algo totalmente realista que varias naciones coexistan en una misma sociedad política, o que una nación este diseminada entre varios estados), si no que también sería algo anti-natural e inorgánico para el desarrollo histórico de los pueblos y su relación con los estados, lo cual a la postre también genera inestabilidad (como la disolución del Imperio austrohúngaro o el Imperio español, ambos gobiernos católicos legítimos que entrarían en la anarquía por culpa de los nacionalismos).
Mientras tanto, la distorsión del entendimiento de la nación, en materia política, habría empezado con un quiebre con la tradición filosófica católica, durante el Humanismo renacentista, por el cual la nación empezó a encarnar la comunidad política según autores heterodoxos como Nicolás Maquiavelo:

Excluida la virtud, resulta que la vida política es ajena a la justicia y a los preceptos evangélicos. Su fin específico no será el bien común temporal, como enseña la moral cristiana, sino el interés nacional
Maquiavelo, privado de toda inteligencia religiosa e imbuido de las concepciones greco-romanas de la vida, ve en la patria la única graneza espiritual capaz de inspirar y engendrar la gloria, el heroísmo, el trabajo y la creación. La patria es una divinidad en cuyo altar hay que inmolarlo todo. Cuanto por ella se haga está permitido, y las acciones que en la vida privada serían malas, si se hacen por la patria son magnánimas. La razón de estado (...), encierra en sí plena justificación.
Continuando parcialmente esta tendencia maquiavélica, el fascismo (...) se propone realizar la gran Italia, heredera plena de la Roma Imperial.
Padre Julio Meinvielle. Concepción Católica de la Política

Más adelante, aquellas concepciones de la nación, incompatibles con la filosofía política católica, se seguirían desarrollando durante dos periodos de la historia de gran trascendencia para Occidente, la Reforma protestante y el Siglo de las Luces, los cuales buscarían la secularización y nacionalización de los bienes de la Iglesia por medio de autoproclamarse como representantes del pueblo:

"El concepto preliminar de la nación política es sin duda el de soberanía. Desde la tematización en Juan Bodino de un poder virtualmente ilimitado, el concepto de soberanía va no sólo emancipándose progresivamente de cualquier trabazón, si no que también se abre paso en las mentalidades europeas. Ya unos pocos años antes de la Revolución francesa, Rousseau presenta el antecedente inmediato de la vinculación entre nación y soberanía: la soberanía popular.
Es necesario señalar otro factor decisivo en la conformación del nacionalismo político: el cisma protestante. Soberanía y protestantismo político tenían en común esa laicización del poder y exigían virtualmente un nuevo fundamento de cohesión social que sustituyese a las clásicas virtudes políticas, arraigadas en el orden de la finalidad.
El poder legítimo pasa de ser colacionado por Dios y por ello identificado con la misión del bien común -legitimado por su finalidad y por su origen divino- a ser mera imagen de la propia agregación social, y en ese sentido, identificado con el mismo agregado social, con la muchedumbre.
José Antonio Ullate Fabo

Sería a partir de la Revolución francesa que el término «nación» adquiriría un carácter diferente (y contrario a la concepción católica de la política), donde el pueblo se transforma en un elemento simbólico y abstracto que busca legitimar el ejercicio de poder del estado moderno, está doctrina de la nación política nunca antes habría podido ser aplicada sin el demo-liberalismo, siendo un génesis de la modernidad que ha sido antitético con la Doctrina católica.

Nos encontramos con la vaguedad necesaria de la nación en sentido moderno, pues no designa ninguna realidad de orden, sino un postulado necesario para la construcción de la nueva política de las democracias liberales o revolucionarias (...) Como explica Griffin, "aunque los nacionalistas están habituados a invocar un pasado heroico que se remona hasta las nebulosas del tiempo, como para legitimar las exigencias que hacen en nombre de "su" pueblo, el "nacionalismo" en cuanto ideología que define las relaciones de los individuaos con el Estado y que legitima lo que este Estado emprende en nombre de sus ciudadanos resultaba literalmente inconcebible antes de la la edad moderna" (...) El nacionalismo va mucho mas allá de los llamados "nacionalismos identitarios" o "separatistas". El nacionalismo se configura como la teoría que identifica a las multitudes con sus aparatos estatales al margen de toda finalidad y por lo tanto la doctrina que legitima la actuación de estos como ejecutores de la voluntad de la nación política.
José Antonio Ullate Fabo

Debido a ello, estos tradicionalistas considerarían que la nación en su concepción clásica, entendida por razón de afinidad y no de finalidad política, es el único válido en el contexto de la concepción cristiana de la sociedad, y que toda otra forma de concebir a la nación (como la que tienen los teóricos nacionalistas) cae en la herejía modernista y es un producto posliberal, que además, ideologiza la nación y lo enajena no solo de la filosofía política católica (en cuanto es servil al nuevo orden revolucionario), si no que en general, de cualquier concepción realista de la política y de la naturaleza de las naciones a nivel concreto, para ser un producto artificial de las teorías humanas y su falibilidad:

El concepto tradicional de nación, en el Antiguo Régimen, prerevolucionario, era una idea sencilla que definía un hecho de índole social, no político, y era consecuente con la ordenación del mundo de la Cristiandad integrado por un cuadro institucional complejo que abarcaba desde la familia al Estado encarnado en el Rey, que ostentaba la soberanía suprema e incluía un variado y fecundo cuadro de cuerpos intermedios (municipios, universidades, gremios, reinos, coronas, etc), revestidos cada uno de ellos en cierto modo de soberanía propia en la medida en que realizaban un fin autónomo

(...)
El nacionalismo es un fenómeno típico de la Revolución francesa, fruto de ésta. Con su la vieja noción equilibrada –analizada anteriormente- fue desvirtuada y revestida de un carácter altamente político. Dejó de designar una realidad social para convertirse en un principio de disolución del viejo orden heredado de la Cristiandad. La palabra nacionalismo implicó desde su origen un cambio profundo con relación a la palabra nación, de la que se derivaba. Al contrario que los términos patriota y patriotismo que marcan una situación mejor integrada con el vocablo patria del que se derivan y con su significado original, nacionalismo y nacionalista, comportan, desde su origen mismo, un acento polémico y reivindicativo, estuvieron cargadas de inquietud y turbulencia, señalaron una situación de crisis. Implicaban –y ello es lo que nos interesa- que el concepto de nación había adquirido un nuevo significado que iba a ser utilizado para quebrantar el orden político del Antiguo Régimen. Existe un nexo común profundo que vincula a unos nacionalismos con otros. Todos ellos implican la utilización de la idea de nación al servicio de una ideología determinada. Suponen la proyección de una concepción teórica de la sociedad sobre el concepto de nación para deducir de su análisis exigencias que justifiquen a posteriori la puesta en práctica de esas ideologías. Se trata siempre de teorías revolucionarias, basadas frecuentemente en postulados distintos, pero que pretenden buscar una base natural e histórica en las implicaciones inherentes a una idea de nación desvirtuada y puesta a su servicio contra un orden de servicio determinado.
(...)
Surge así una nueva concepción de la nación: la nación-contrato que dejó de ser un concepto social e histórico para transformarse en otro altamente político, encarnación del marco dentro del cual debía realizarse el proceso revolucionario y la elaboración del nuevo orden racional de la sociedad. Surge entonces un nuevo y extraño sentimiento que, como el antiguo patriotismo, representa una adhesión afectiva a la propia nación, pero que no puede llamarse ya patriotismo porque reniega de la obra de los padres o antepasados y se funda en una ruptura con su mundo y sus valores. Ese sentimiento es precisamente el nacionalismo. Dos características pueden señalarse en esta nueva fuerza espiritual del mundo moderno que la diferencian del antiguo patriotismo vinculado al concepto tradicional de Patria-Nación. La primera es su naturaleza teórica: el nacionalismo es la exaltación de la Nación como protagonista de la edificación de un orden racional y revolucionario. La segunda es su absolutividad o exclusividad: al paso que el patriotismo puede ser un sentimiento condicionado y jerarquizado. Compatible con otros patriotismos, en el nacionalismo la razón de Estado es causa suprema e inapelable, y la Nación o Estado, hipostasiados como unidad abstracta, constituyen una instancia superior sin ulterior recurso. Dos serán también las consecuencias fundamentales de la nueva concepción. Hacia el interior de las naciones implicará la destrucción de las viejas instituciones y la pretensión de ordenar racionalmente la nación a través de una constitución. Hacia el exterior, su consecuencia será la afirmación del famoso “principio de las nacionalidades”: toda nación tiene frente a las restantes el derecho a constituirse en un Estado soberano
Andrés Gambra. "Nación y nacionalismos”, Verbo, nº 126-127 (Junio-Julio- Agosto de 1974), págs. 453-461

Así, los movimientos nacionalistas, durante las Revoluciones atlánticas, habrían reducido al Estado a una mera institución con el monopolio de la coacción pública, al igual que los revolucionarios liberales de la época, de los cuales eran herederos como hijos de la modernidad. Los nacionalismos más exaltados derivarían del jacobinismo (más progresista-revolucionario) y los más moderados de los girondinos (más conservador), y que ambos serían igual de incompatibles con el catolicismo, no solo por las formas más extremistas, si no por su esencia.

La polémica entro los revolucionarios "monárquicos" (que sustancializan el concepto de nación), los jacobinos (que lo reducen al pueblo, y mas concretamente a su vanguardia ética, es decir, el propio partido jacobino) y las ideas de Sieyés (que lo identifican con la unidad espontanea del pueblo mediante intereses económicos comunes...); el Estado, para estos revolucionarios ya estaba reducido a mera maquinaria de coacción pública en manos del poder soberano; y por ultimo, la nación era el elemento simbólico que legitimaba el ejercicio del poder.
(...)

Su "politización" no sucede sino después de la implementación y adopción de la soberanía, que en cuanto a poder autoreferencial es incompatible con la idea del bien común y de la finalidad [del escolasticismo político católico]
José Antonio Ullate Fabo

Entonces, el nacionalismo, con su doctrina de la nación política, se basaría en dos principios erróneos para la filosofía política católica:
- Principio de las nacionalidades: «A cada nación le debe corresponder su estado propio». Esto sería contradictorio con la doctrina católica, en cuanto que ignoraría el hecho de que el origen legítimo del poder político proviene de Dios (según San Pablo Apóstol), nunca del pueblo o la nación, el cual no es fundamento o principio del orden político en el Derecho natural. Lo que no implicaría que el poder político no deba proteger el interés nacional, cuando está obligado a hacerlo en razón de su finalidad para lograr el bien común según la Ley eterna, no en razón de la voluntad del pueblo, que debe ajustar su voluntad al orden natural. De ahí que los intelectuales tradicionalistas católicos condenen eventos como la Unificación italiana (con base en las condenas de la Iglesia Católica, tanto por la usurpación de su soberanía legitima de la Santa Sede en los Estados Papales, en la encíclica Nullis certe,[69] Quanto conficiamur,[70] Respicientes ea,[71] Ubi Nos[72] y Etsi multa;[73] como la usurpación de la soberanía de los legítimos Príncipes italianos, en la encíclica Qui nuper[74]) como un ejemplo de la ilegitimidad, e incompatibilidad absoluta, de este principio con la ortodoxia del Integrismo católico.

- Principio de autodeterminación: «Cada nación tiene el derecho de disponer sus propios destinos según su voluntad». Este principio mal entendido generaría ambigüedades para lograr el bien común, en cuanto que si la política se fundamenta en la autodeterminación de las mayorías, no habría unidad para tener objetividad en la finalidad de la política, si no que dependería de la relatividad de la afinidad, como los gustos y caprichos de la pasionalidad del pueblo (que no siempre son racionales sus deseos) o los intereses privados de las clases políticas en la burocracia estatal (que no siempre son morales sus intereses). Lo que entonces sería caer en un «absurdo voluntarismo» que ajusta el objeto de la política hacia la Voluntad de poder de la masa inter-subjetiva, cuando en realidad, los sujetos nacionales deberían adecuarse hacia el objeto del bien de la política, por medio de la doctrina del intelectualismo. Ante ello, se percibe ilegítimo que la soberanía nacional sea el principio unificador del estado, y peor aún, que sea el justificativo para realizar un cisma de la sociedad política a la cual pertenezca legítimamente la nación (como separarse injustificadamente de un estado que haga un ejercicio correcto del poder, únicamente por ser un estado de carácter multinacional).[75] De ahí que posteriormente, los intelectuales tradicionalistas católicos condenen las Independencias hispanoamericanas (apelando a las condenas de la Iglesia católica en bulas como Etsi longissimo terrarum[76] y Etsi iam Diu[77]) como un ejemplo de la incompatibilidad de este principio de Libre determinacion de los pueblos (como lo entienden los nacionalistas) con la ortodoxia del Integrismo católico, además de ser una evidencia empírica de su inutilidad práctica para lograr una buena política, en tanto que los países post-independencia entrarían en un ciclo de inestabilidad política que se seguiría viviendo hasta hoy debido a ello.

También los tradicionalistas católicos han criticado el actuar político de los nacionalistas católicos, los cuales habrían estado dispuestos a aliarse con movimientos de tendencias anticristianas, revolucionarias y neopaganas (como los movimientos de Guénon, Mussolini o Evola), completamente opuestas a la doctrina del reinado social de Jesucristo, bajo la excusa de que también son nacionalistas, y por tanto, deben ser camaradas. Se suma el hecho de que muchos de sus referentes del nacionalismo católico habrían admitido ser católicos en la medida que su religiosidad era condicional a su identidad nacional, por ende, su defensa a la fe católica es accidental, no por causa de que sea la fe verdadera, si no por ser un accidente histórico-geográfico al que deben adecuarse.
Por ejemplo, Léon Degrelle llegó a admitir que si hubiera nacido en otro país, hubiera sido un fiel devoto de tal religión (ortodoxo en Rusia, musulmán en Arabia, hindú en India) y que el cuerpo de la iglesia no era esencial (viéndolo más como un institución de propaganda para alcanzar a Dios, y no tanto un pueblo escogido), lo cual sería una afirmación, no solo herética para el catolicismo (que se considera la única religión verdadera y un medio para la salvación del alma, a pesar de reconocer que hubiera elementos accidentales de verdad y santidad en falsas religiones) al negarse el dogma Extra Ecclesiam nulla salus y caer en el indiferentismo religioso, si no que también significaría que le importaría poco encontrar verdades absolutas, universales, lógicas y coherentes, alejándose del amor a la sabiduría con tal de realizar sus deseos y voluntades, sin importar si son racionales y correctas.

«(…) Para mí, Dios es todo. Las iglesias, los cleros, son cadenas de transmisión. No son lo esencial: Ayudan a alcanzar lo esencial. Lo que cuesta es llegar al corazón del hombre, que tiende naturalmente hacia la vida espiritual. Bien sea por medio de una religión u otra. De ser ruso habría amado a Dios según el rito ortodoxo. Como árabe hubiese seguido, para alcanzarle, los caminos del Islam. Y del hinduismo si hubiera vivido en Calcuta. Lo importante es Dios. El resto, obispos, papas, mollahs, bonzos, no son más que escalones, a veces bamboleantes, por indispensables que sean a un pueblo que no puede prescindir de jalones y de guías.

Si un hombre se da, con toda la fuerza de su corazón, a Dios, los rodeos y las vueltas a las que obligan los ritos no son más que invocantes.
De niño, en el catecismo, cuando se nos explicó que el catolicismo era la única vía admisible hacia Dios me quedé sorprendido. Ese monopolio de salvación cristiana me pareció abusivo. Porque un niño que había nacido a orillas del Ganges, o del Yansetián, o del río Congo, ¿estaba perdido espiritualmente? ¿El cielo le era prohibido? ¿Y eso, sencillamente, por el hecho de que el párroco de Bouillon no hubiera ejercido su ministerio en los desiertos polvorientos de Arabia o en la selva tropical?

Esta excomunión de las cuatro quintas partes de la humanidad me resultaba chocante. Dios es el Dios de todos los hombres, del negrito del bosque ecuatorial, del hindú contemplando a su vaca, del canaco en sus mangles. Según el catecismo que se nos enseñaba, hubiese sido necesario que abandonasen todas aquellas perspectivas celestiales que no eran estrictamente católicas, y eso en virtud de interpretaciones doctrinales que esos pueblos no habían tenido ni la ocasión ni la posibilidad de analizar y comparar.»
Léon Degrelle, firma y rúbrica – Entrevistas para la televisión francesa recogidas por Jean-Michel Charlier (1986)

Por otro lado, también han criticado que los nacionalistas católicos hayan caído en la heterodoxias debido a que no fueron a las fuentes del Magisterio de la Iglesia principalmente (aunque los juicios pueden ser más indulgentes dependiendo de la ignorancia y buena voluntad del autor nacionalista), si no que se dejaron influenciar por los principios filosóficos y supuestos meta-políticos de autores no-católicos que partían del rechazo a la ortodoxia católica. Siendo sus movimientos de carácter católico únicamente en lo superficial y estético, pero no algo puramente católico (sobre todo en los principios). Afirmando que: El hecho de que un movimiento pueda tener integrantes católicos (o compartir ciertos ideales católicos), no se sigue que el movimiento es católico íntegramente; además de considerar que, si bien autores nacionalistas, a nivel personal se consideraban católicos (y eso no se pone en duda), simplemente fallaron en la parte política (y algunos podrían haber caído en la herejía). Usando de ejemplo la relación de José Antonio Primo de Rivera y José Ortega y Gasset, así como su alianza con personajes como Ramiro Ledesma, quien era agnóstico y propició la influencia fascista (ideología condenada por la iglesia) en la Falange

Yo, señores, no soy católico, y desde mi mocedad he procurado que hasta los humildes detalles de mi vida queden formalizados acatólicamente.
Ortega y Gasset (Rectificación de la República, 1931)

No cabe duda que en Ortega están las raíces intelectuales de nuestra doctrina.
José Antonio Primo de Rivera (En Bravo, F.: José Antonio. El hombre, el jefe, el camarada. Madrid, 1939)